# Richard Oswald
Richard Oswald, född 5 november 1880 i Wien, död 11 september 1963 i Düsseldorf, var en österrikisk filmregissör och manusförfattare, mest känd för fantasy- och skräckfilmer som Unheimliche geschichten (1919/1932) och Cagliostro (1929).

## Biografi
Richard Oswald, född Ornstein, studerade dramatik vid Wiens universitet. Han intresserade sig speciellt för Henrik Ibsens pjäser och lånade sitt artistnamn från sonen Oswald Alving i Gengångare. 1899 debuterade han inom teatern, spelade och turnerade flitigt och träffade skådespelerskan Käte Parr som 1912 blev hans fru. Paret flyttade samma år till Berlin där Oswald började upptäckte filmens dramatiska möjligheter.
Ivan Koschula (1914) blev Oswalds första film under ett år då han skrev och regisserade tre, alla relaterande till krigsutbrottet. 1916 startades Richard Oswald Film GmbH där scenkonstnärer som Werner Krauss, Lya de Putti och Conrad Veidt ingick. Filmproduktionen var omfattande och inkluderade såväl underhållning som socialt engagemang. Oswald gjorde film om abort, könssjukdomar, prostitution och homosexualitet, där Anders als die Andern / Inte som andra (1919) väckte uppmärksamhet även i den frigjorda Weimarrepubliken. 1919 köpte Oswald Prinzeß-teatern på Kantstraße 163 i Berlin. Bolagets vildvuxna produktion nådde aldrig kommersiell framgång och gick i konkurs redan 1926.
Tillsammans med Heinrich Nebenzahl grundade Oswald 1925 Nero-Film AG, där Fritz Langs M (1931) och Dr. Mabuses testamente (1933), samt Georg Wilhelm Pabsts Pandoras ask (1929) spelades in. Oswalds första ljudfilm Wien, du Stadt der Lieder (1930) blev en publik framgång.
1933 under nazismens framväxt tvingades Richard Oswald med frun Käte och döttrarna Ruth och Gerd flytta tillbaka till Österrike, strax därefter till Frankrike och senare till Storbritannien. 1938 emigrerade hela familjen till USA och Hollywood. 1941 spelade Oswald in sin första amerikanska produktion, I was a criminal, en historia om skomakaren Voight som efter år av straffarbete friges ur fängelse bara för att hamna i ett moment 22 i Preussen. Filmen släpptes först 1945.
Efter andra världskrigets slut, i början av 1950-talet, återvände familjen Oswald till Tyskland.

## Filmografi (i urval)
- 1915 Dämon und Mensch - En filantrop försöker återuppväcka det goda hos kriminella.
- 1919 Anders als die Andern - Två homosexuella musiker blir uthängda och drabbas av utpressning.
- 1919 Unheimliche Geschichten - En demon, döden och en prostituerad läser och gestaltar kusliga noveller.
- 1920 Nachtgestalten - Världens rikaste man lever i enskildhet med en krympling och sin avgudade och inburade son.
- 1929 Cagliostro - En italiensk äventyrare imponerar på den franska adeln med sin magi, dekokter och spådomar.
- 1932 Unheimliche Geschichten - En galen vetenskapsman mördar sin fru och murar in henne i källaren. En reporters intresse vaknar.
- 1933 Ganovenehre -  Berlins maffia och dess Omertà-princip får ingen svika.
- 1949 The Lovable Cheat - Efter Balzacs pjäs - Två affärsmän ruineras och drömmar upp fantastiska möjligheter.